# DJ Skee
DJ Skee, pseudonimo di Scott Keeney (Los Angeles, 15 novembre 1983), è un disc jockey statunitense.

## Biografia
Noto per i suoi mixtape assieme a The Game e alla The Black Wall Street Records, conduce show in due radio diverse, Power 106 e Sirius Satellite Radio.
DJ Skee è diventato il deejay definitivo della West Coast, diventando membro ufficiale del "circolo d'amministrazione" del business legato al rap. Attualmente è il DJ di The Game. La sua prima apparizione fu in "300 Bars & Runnin'". Seguì il mixtape di The Game, You Know What It Is Vol.3. The Game ha dichiarato che DJ Skee è il suo DJ preferito.
DJ Skee ospitò il suo personale show di motori, l'Envy Expo, presso il Los Angeles Convention Center. DJ Skee ha collaborato nella produzione di mixtape anche con altri artisti, tra cui Snoop Dogg, Travis Barker, Paul Wall, Kanye West, Evidence e altri.
Attualmente DJ Skee trasmette ogni giorno da Skee.Tv, uno show giornaliero sul suo stile di vita.